# Jan Görgel
Jan Görgel (13. července 1988) je kytarista kapely Dymytry (od roku 2009), ve které vystupuje v masce a pod jménem „Gorgy“. V kapele se podílí na skládání hudby, jeho hudební rukopis připomíná severské kapely. Významně se také podílí na programování světelné a vizuální show pro živá vystoupení  a v kapele platí za odborníka přes pódiovou techniku.
S kolegou z Dymytry, Jiřím Urbanem, spoluzaložil televizní stanici Rebel 2 Slušnej kanál (dříve Slušnej kanál, původně Fajnrock TV), kde pracoval jako dramaturg.
Má vystudovanou střední průmyslovou školu, obor Ekonomika strojírenství.
Dříve působil v kapelách XXXX a NOID.
Jeho kytarovým idolem je David Gilmour (Pink Floyd).
Oblíbené kapely: Pink Floyd, Pantera, In Flames, Slayer 